# Université Alpha
L'université Alfa (en serbe cyrillique : Алфа универзитет ; en serbe latin : Alfa univerzitet) est située à Belgrade, la capitale de la Serbie. Elle a été créée en 1992 et fut à l'époque la première université privée de Serbie.
La faculté a son siège 3 rue Palmira Toljatija, dans la municipalité urbaine de Novi Beograd.

## Histoire
L'université a été créée en 1992 sous le nom d’université Braća Karić ; elle a pris son nom actuel en 2008.

## Facultés
L'université Alpha est subdivisée en plusieurs facultés, dont neuf sont situées à Belgrade :
- Faculté de commerce et de banque, créée à Peć et transférée depuis à Belgrade[2]
- Faculté d'économie et de sciences politiques[3]
- Faculté des technologies de l'information[4]
- Faculté de musique
- Académie des beaux-arts[5]
- Faculté de management sportif[6]
- Faculté de langues étrangères, créée en 2005[7]
- Faculté d'économie et de droit[8]
- Faculté de gestion stratégique et opérationnelle[9]

Deux autres facultés sont établies en Voïvodine :
- Faculté de management d'entreprise à Novi Sad
- Faculté de management, à Sremski Karlovci[10]